# Cheng Hao
Cheng Hao (xinès simplificat: 程颢; tradicional: 程顥; pinyin: Chéng Hào; 1032-1085), fou un filòsof xinès de la Dinastia Song, germà de Cheng Yi (1033-1107). Representant del neoconfucianisme, és considerat el principal iniciador de l'Escola de l'Esperit.